# Артеменко Іван Тимофійович
Іва́н Тимофі́йович Арте́менко (1910–1997) — радянський офіцер, який зіграв роль у закінченні Другої Світової війни витребуванням та прийняттям капітуляції Квантунської армії.

## Біографія і військова кар'єра
Народився в 1910 році в місті Ананьєві Херсонської губернії в сім'ї прапорщика старшого ветфельдшера Тимофія Єлизаровича Артеменка.
У 1931 році був виключений з партії за відмову брати участь в конфіскації хліба в селі.
З 1932 року служив в РСЧА. Був командиром взводу інженерної роти. У 1939 заочно закінчив академію імені Фрунзе і був направлений на стажування в Монголію, де йшли запеклі бої в районі гори Баін-Цаган. Виконавши завдання з відбудовування зруйнованого моста під безперервним обстрілом японців, був нагороджений орденом Червоної Зірки.
Брав участь в фінській кампанії.
Німецько-радянську війну зустрів у званні капітана. Під час війни посідав багато відповідальних посад. У більшості випадків успішно виконував поставлені перед ним завдання, але в грудні 1943, керуючи переправою однієї з частин 52-ї армії через Дніпро, яка зірвалася, був розжалуваний маршалом Конєвим з полковників у рядові. У 1944 році, проте, зумів реабілітуватися і повернути своє колишнє звання.
У 1945 році, коли вже була підписана беззастережна капітуляція Японської імперії, але зберігався локальний опір японських військ, Артеменко був відібраний маршалом Малиновським для парламентської поїздки в Чанчунь з метою пред'явити ультиматум і прийняти капітуляцію Квантунської армії. Прибувши в Чанчунь, Іван Артеменко зустрівся з генералом Отодзо Ямадою і шляхом переговорів намагався змусити генерала капітулювати, проте Ямада відмовлявся здатися молодшому за званням. Проте, японський генерал погодився на капітуляцію, отримавши повідомлення, що до Чанчуня рухається армада російських бомбардувальників, в той час як японські літаки не можуть злетіти з блокованих радянськими військами аеродромів.
У 1953 Іван Артеменко був відправлений у відставку, після чого все життя працював начальником цеху на харківському заводі.
Помер в 1997 році і похований в Малій Рогані.
Автор двох книг — «Від першого до останнього дня» і «Маршал повернення не гарантував».

## Нагороди
- Орден Червоної Зірки (наказом по Південно-Західному фронту від 17 січня 1942 роки)
- Орден Червоної Зірки за 15 років вислуги.
- Медаль «За оборону Сталінграда»
- Медаль «За бойові заслуги»
- Орден Кутузова 3-го ступеня (наказом по 2-му Українському фронту від 14 травня 1945 року)
- Орден Червоного Прапора (наказом по Забайкальському фронту від 7 вересня 1945 року)

і ряд інших нагород